# جانی سیکازوه
جانی سیکازوه (انگلیسی: Janny Sikazwe؛ زادهٔ ۲۶ مهٔ ۱۹۷۹) داور فوتبال اهل زامبیا است.
وی از سال ۲۰۰۷ وارد فهرست فیفا شده است.